# آشخاربک کالانتار
آشخاربک لوریس-ملیک کالانتار (ارمنی: Աշխարհբեկ Լոռիս-Մելիք Քալանթար زاده ۱۱ فوریه ۱۸۸۴ - درگذشته ژوئن ۱۹۴۲) یک تاریخ‌نگار، باستان‌شناس اهل ارمنستان بود.

## زندگی‌نامه
وی در سال ۱۹۰۳ تحصیلات ابتدایی خویش در مدرسه نرسیسیان تفلیس به اتمام رساند و در سال ۱۹۱۱ از دانشگاه دولتی سن پترزبورگ زیر نظر نیکلاس مار فارغ‌التحصیل شد.
وی یکی از بنیانگذار دانشگاه دولتی ایروان است.

## قربانی پاکسازی بزرگ
در تاریخ ۱۹ مارس ۱۹۳۸ کلانتر به همراه دیگر استادان دانشگاه توسط حکومت به اتهام دشمنی ملت در ایروان دستگیر شد. تاریخ و مکان دقیق درگذشت وی در روسیه نامعلوم است

## میراث
مجسمه تیم تنه آشخاربک کالانتار فوریه ۲۰۱۵ در ورودی تالار دانشگاه دولتی ایروان رونمایی شد.

## نگارخانه

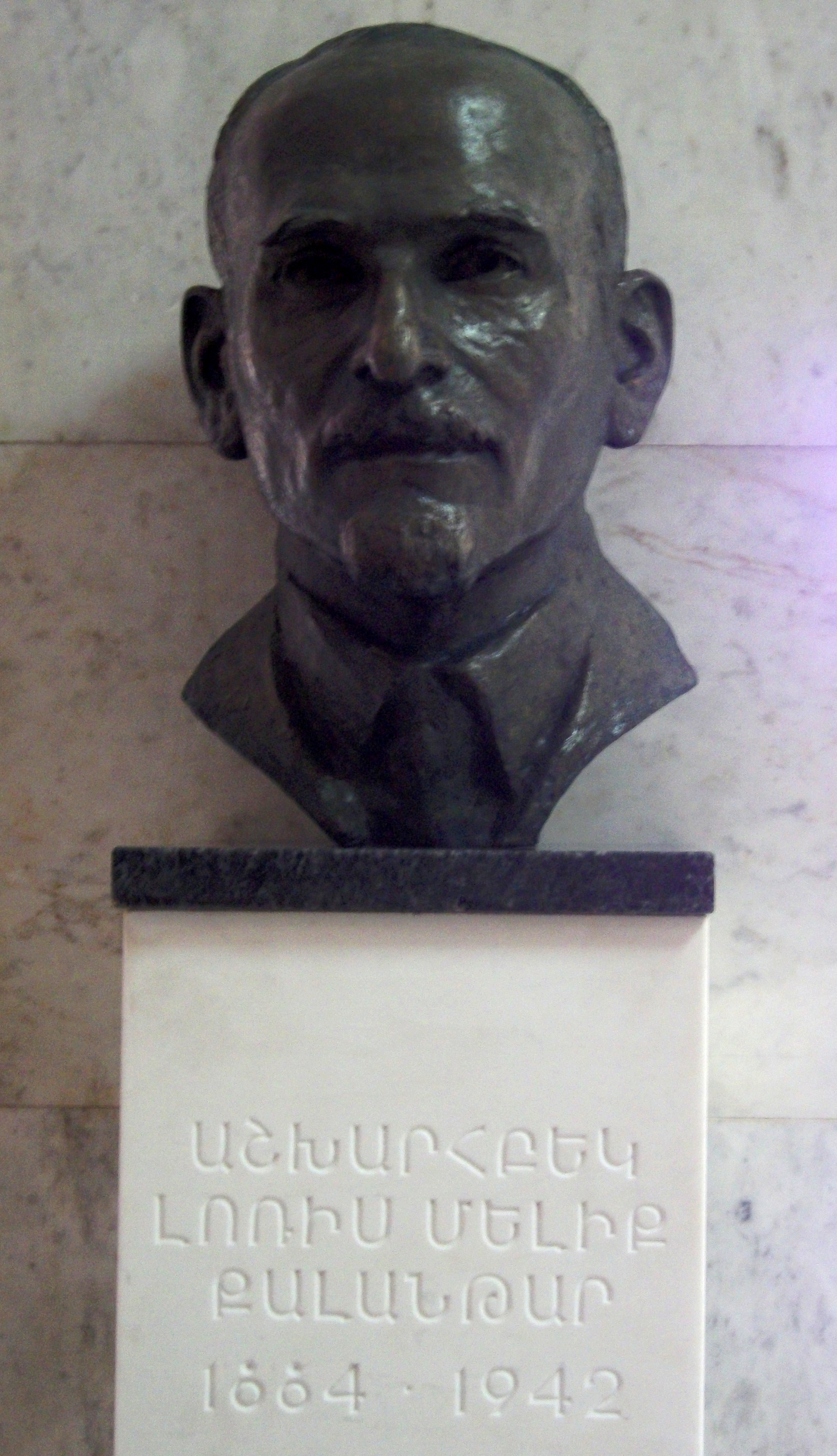